# Emilia-Romagna Tennis Cup 2023
L'Emilia-Romagna Tennis Cup 2023 è stato un torneo maschile di tennis giocato sulla terra rossa. È stata la 4ª edizione del torneo, facente parte della categoria Challenger 125 nell'ambito dell'ATP Challenger Tour 2023. Si è giocato al Tennis Club President di Montechiarugolo, in Italia, dal 19 al 24 giugno 2023.

## Partecipanti

### Teste di serie
| Nazionalità | Giocatore            | Ranking* | Testa di serie |
| ----------- | -------------------- | -------- | -------------- |
| Spagna      | Albert Ramos Viñolas | 70       | 1              |
| Brasile     | Thiago Monteiro      | 94       | 2              |
| Francia     | Alexandre Müller     | 96       | 3              |
| Spagna      | Jaume Munar          | 108      | 4              |
| Ungheria    | Fábián Marozsán      | 113      | 5              |
| Italia      | Giulio Zeppieri      | 128      | 6              |
| Italia      | Francesco Passaro    | 138      | 7              |
| Slovacchia  | Jozef Kovalík        | 144      | 8              |

* Ranking al 12 giugno 2023.

### Altri partecipanti
I seguenti giocatori hanno ricevuto una wild card per il tabellone principale:
- Pablo Cuevas
- Francesco Forti
- Alexander Weis

I seguenti giocatori sono entrati in tabellone come alternate:
- Edoardo Lavagno
- Oriol Roca Batalla
- Fernando Verdasco

I seguenti giocatori sono passati dalle qualificazioni:
- Filippo Moroni
- Stefano Napolitano
- Dmitrij Popko
- Blaž Rola
- Àlex Martí Pujolràs
- Bogdan Bobrov

Il seguente giocatore è entrato in tabellone come lucky loser:
- Maxime Janvier

## Punti e montepremi
| Torneo    | Torneo              | V      | F      | SF    | QF    | 2T    | 1T    | Q | Q2  | Q1  |
| Singolare | Punti               | 125    | 75     | 45    | 25    | 11    | 0     | 5 | 2   | 0   |
| Singolare | Premi in denaro (€) | 19,650 | 11,570 | 6,850 | 3,990 | 2,345 | 1,420 | – | 710 | 355 |
| Doppio    | Punti               | 125    | 75     | 45    | 25    | –     | 0     | – | –   | –   |
| Doppio    | Premi in denaro (€) | 8,420  | 4,900  | 2,940 | 1,750 | –     | 990   | – | –   | –   |

## Campioni

### Singolare
Alexandre Müller ha sconfitto in finale  Francesco Maestrelli con il punteggio di 6–1, 6–4.

### Doppio
Jonathan Eysseric /  Miguel Ángel Reyes Varela hanno sconfitto in finale  Luca Margaroli /  Ramkumar Ramanathan con il punteggio di 6–2, 6–3.